# Шнайдер, Пол (актёр)
Пол Э́ндрю Шна́йдер (англ. Paul Andrew Schneider; род. 16 марта 1976, Ашвилл) — американский актёр.

## Биография
Шнайдер родился в Окленде, Калифорния, и вырос в Ашвилле, Северная Каролина. Он окончил Школу искусств при университете Северной Каролины.
Актёрская карьера Пола началась в 1997 году с роли в короткометражке «Плезант Гроув». С апреля 2016 года в браке с Терезой Телен-Клеммонс.

## Избранная фильмография
- 2000 — Джордж Вашингтон — Рико Райс
- 2003 — Все настоящие девушки — Пол
- 2003 — Третья смена — Томас Уорнер (3 эпизода)
- 2005 — Элизабеттаун — Джесси Бэйлор
- 2005 — Привет семье! — Брэд Стивенсон
- 2006 — Живи свободным или умри — Джеф Лагран
- 2007 — Как трусливый Роберт Форд убил Джесси Джеймса — Дик Лиддил
- 2007 — Ларс и настоящая девушка — Гас
- 2009 — Яркая звезда — Чарльз Армитидж Браун
- 2009 — В пути — Кортни
- 2009—2010 — Парки и зоны отдыха — Марк Бренденавиц (30 эпизодов)
- 2011 — Воды слонам! — Чарли О’Брайен
- 2011 — Возлюбленные — Хендерсон
- 2011 — Цветы войны — Терри
- 2012 — Новости — Брайан Бреннер (2 эпизода)
- 2012 — Детородные — Томми Маклин
- 2014 — Попрощайся со всем этим — Oттo
- 2014 — Разделение — Клар Риланс (8 эпизодов)
- 2016 — Светская жизнь — Стив
- 2016 — Нулевой канал — Майк Пайнтер (6 эпизодов)
- 2016 — Вне правил — Ричард Мискин
- 2016 — Туннель — Коба/Артём Батурин (4 эпизода)
- 2017 — Шанс — Райан Уинтер (4 эпизода)
- 2018 — Убийство Джанни Версаче: Американская история преступлений — Пол Бек (2 эпизода)
- 2021 — Дом у болота — Джон Чемберс
- 2023 — Человек из Флориды — офицер Энди Бун (5 эпизодов)

## Награды и номинации
- 2008 — номинация на премию «Grand Jury Prize» кинофестиваля «Сандэнс» в категории «Лучший драматический актёр»
- 2009 — премия «Hollywood Film Awards. Spotlight Award»
- 2010 — премия «National Society of Film Critics Awards» в категории «Лучший актёр второго плана» («Яркая звезда»)
- 2014 — премия кинофестиваля «Трайбека» в категории «Лучший актёр» («Попрощайся со всем этим»)[6]